# Smoes

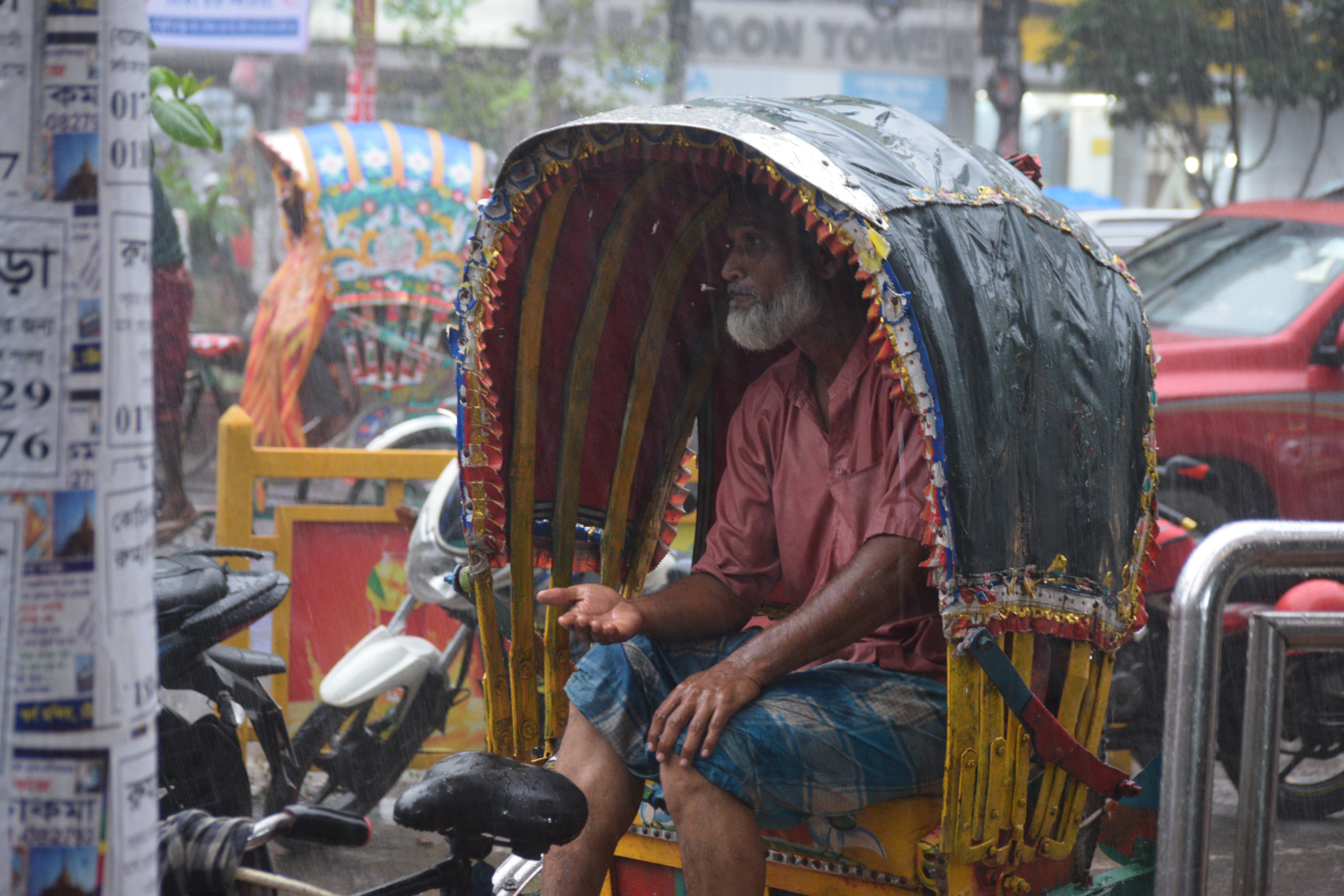
'Alles stond vast': riksja in de regen. Hij staat echter geparkeerd, dus niet in de file.

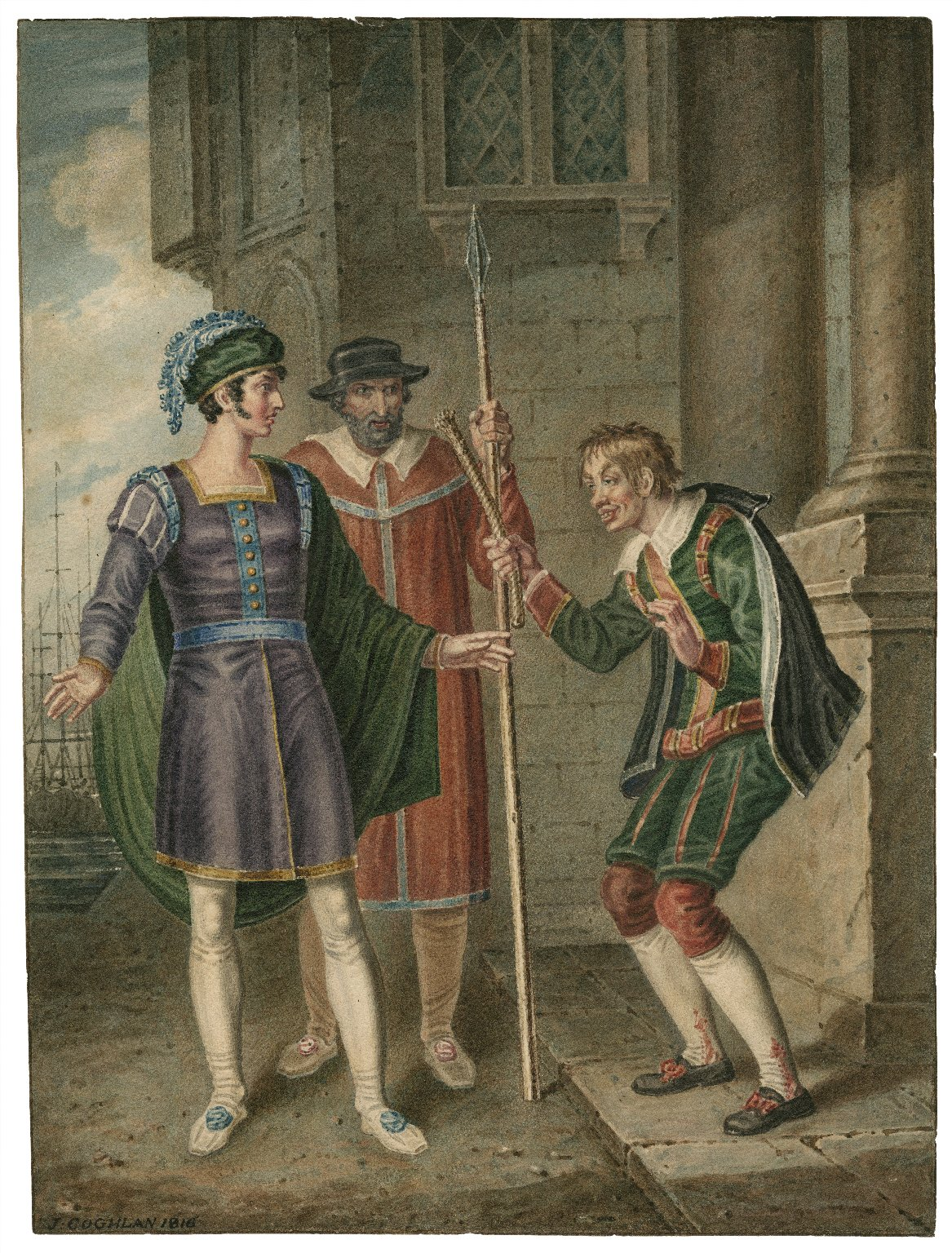
Shakespeares Comedy of Errors

Een smoes of smoesje is een bewering in een sociale context die geen getrouw beeld van de werkelijkheid geeft. Het is een uitvlucht, een voorwendsel, een uitlating die de zaken anders voorspiegelt dan ze zijn. Degene die het smoesje vertelt (ophangt) wil negatieve gevolgen voorkomen of afwenden, of zijn reputatie beschermen.
De samenleving staat er ambivalent tegenover: terwijl ze als ongewenst beschouwd worden, gebruikt haast iedereen smoesjes en worden ze omarmd als deel van de cultuur, bijvoorbeeld bij het sinterklaasfeest, 1 aprilgrappen en de lintjesregen. Ook worden er smoezenverzamelingen gepubliceerd, zie het kopje Cultuur.

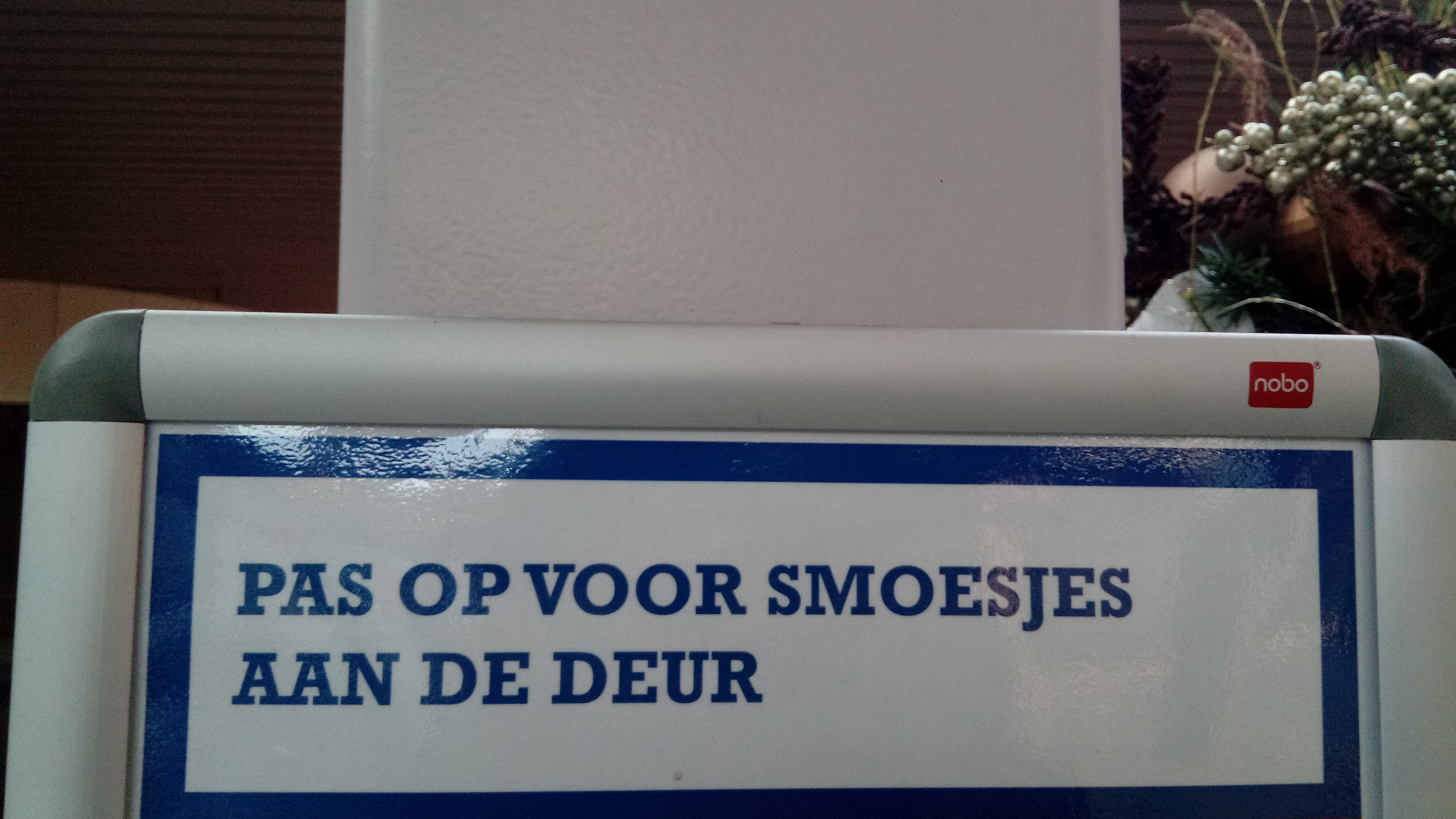
Smoesjes aan de deur, Krimpen aan den IJssel (2020)

## Sociale context
J.H. Donner noemde eerlijkheid de lelijkste van alle deugden, en smoesjes zijn evenals eufemismen, leugentjes om bestwil en white lies gericht op verzachting van een situatie. In zelfrapportage achteraf melden mensen gemiddeld twee leugens en leugentjes per dag, maar waarschijnlijk is dat aan de lage kant. Adolescenten zijn imagogevoelig en vertellen de meeste smoezen, vijfenzestigplussers gebruiken ze amper nog.
Het Nedersaksische 'brommers gaon kieken' (gaan zoenen of seks hebben), kan zowel een smoesje als een eufemisme zijn. Een heel andere vorm zijn de smoesjes die iemand gebruikt om zich aan te kunnen sluiten bij een gesprek van onbekenden; een cliché is Ken ik jou niet ergens van? Deze smoezen zijn niet reactief maar proactief, het initiatief gaat van de spreker uit.
Smoesjes worden vaak uitgelegd als een vorm van oneerlijkheid en het ontlopen van verantwoording. Uit voorchristelijke tijden stamt het Bijbelboek Spreuken, waar streng geoordeeld wordt over iemand die bedrog wil toedekken met een smoesje: Zoals een dolleman maar in het wilde weg schiet, met brandende pijlen dood en verderf zaait, zo is iemand die zijn vriend bedriegt, en zegt: ‘Het was maar voor de grap.’
Echter, smoezenonderzoeker Arie Elsenaar stelt dat een smoes juist wel een vorm van verantwoording is en ziet er een sociaal pact in, waarbij de toehoorder een actieve rol heeft. De toehoorder kan het smoesje doorzien en weigeren, maar kan ook de onderlinge relatie zwaarder laten wegen en het smoesje laten passeren, wat een aanvaarding inhoudt. Die aanvaarding kan voorwaardelijk zijn, zoals Willem van Iependaal beschrijft: Jij, medam, ratelt van de vroege morgen tot de late avond en mot je wel gaan verbeelde, dat jij je kulsmoesies regelrecht van de engeltjes ingefluisterd krijgt. Jij, met je zogenaamde gave!
De behoefte om een relatie in stand te houden, zelfs de gespreksrelatie met een vreemde die aanbelt, ligt ten grondslag aan het misbruik van smoesjes door oplichters, bijvoorbeeld bij babbeltrucs. Ook colporteurs en nepagenten profiteren van de aversie tegen onbeleefdheid die mensen verhindert een gesprek af te kappen.

## Woordgebruik

### Etymologie
Smoes is een betrekkelijk jong woord; volgens Etymologiebank zou het zijn geattesteerd in 1871 (in de Leeuwarder Courant). De redactie van De Oostpost, een blad voor Nederlands-Indië, schrijft in 1862 echter al: Onze broer de zeeman zou zeggen dat dit „smoesjes" zijn die onder eerlijke lui niet te pas komen.
Het is via het Jiddische sjmoeës [praatje(s)] ontleend aan het Hebreeuwse šəmūʽōth [berichten, nieuws, geruchten]. Het werkwoord smoezen is al eerder geattesteerd – namelijk in 1800 –  maar niet per se ouder. De betekenis is ietwat anders: "heimelijk praten ten koste van een ander". Dit werkwoord is mogelijk een afleiding van smoes, maar kan ook ontleend zijn aan het Hoogduitse schmusen [praten].

### Synoniemen
Voorbeelden van oudere synoniemen:
- 1612: kackerlacken, een werkwoord dat Bredero de oplichter in de mond legt in De klucht van de koe: Ick moet nou geld hebben, 't baet kackerlacken noch ontschuldigen. (Ik heb nu geld nodig, smoesjes verkopen en verontschuldigen helpt niet.)[10]
- 1650: verwe, in Constantijn Huygens' gedicht Hofwijck over de gelijknamige buitenplaats: Elck weet sijn' verwe voor sijn kostelicke mall. (Ieder heeft wel een smoes om mee te doen aan een dure (mode)dwaasheid.)[11]
- 1751: loopje, in De Bredasche heldinne van Franciscus Lievens Kersteman: Wy weten die loopjes wel. (Die smoesjes kennen we wel.)[12]
- 1756: kool, in De vrouwelyke Cartouche, eveneens van Kersteman: … zoo wat Kool verkogt […] weegens myn spade komst. (wat apekool verkocht omdat ik zo laat was.)[13]
- 1882: foefke, Stadsfries voor smoesje.[14]

### Mogelijke vertalingen
Het woord smoes laat zich vaak niet een-op-een vertalen. Zo heeft het Engels geen equivalent dat de betekenissen en connotaties volledig dekt, al is pretext vaak bruikbaar.

### Klankovereenkomsten
Homoniemen:
- In Oud-Beijerland: smoezen, begrijpen, mogelijk verwant met in de smiezen hebben.[9]
- Eveneens regionaal: smoes, uitgevroren turfkluit, ongeschikt voor de handel. Het gaat hier mogelijk om een ander werkwoord "smoezen", dat "smeulen" betekent.[16] [17][18]
- De achternaam Smoes, afkomstig uit Overijssel. Evenals Smoors is hij vermoedelijk afgeleid van Smoers (des Moors, des Moers). Mogelijk is het een variant van de naam Moors, die vooral in Zuidoost-Nederland voorkomt.[19][20] Een naamdrager was de verzetsstrijder Derk Smoes.
- De smoushond of smous, soms geschreven als smoes.[21][22][23]
- Het woord smoezelig is niet verwant.[24]

## Cultuur

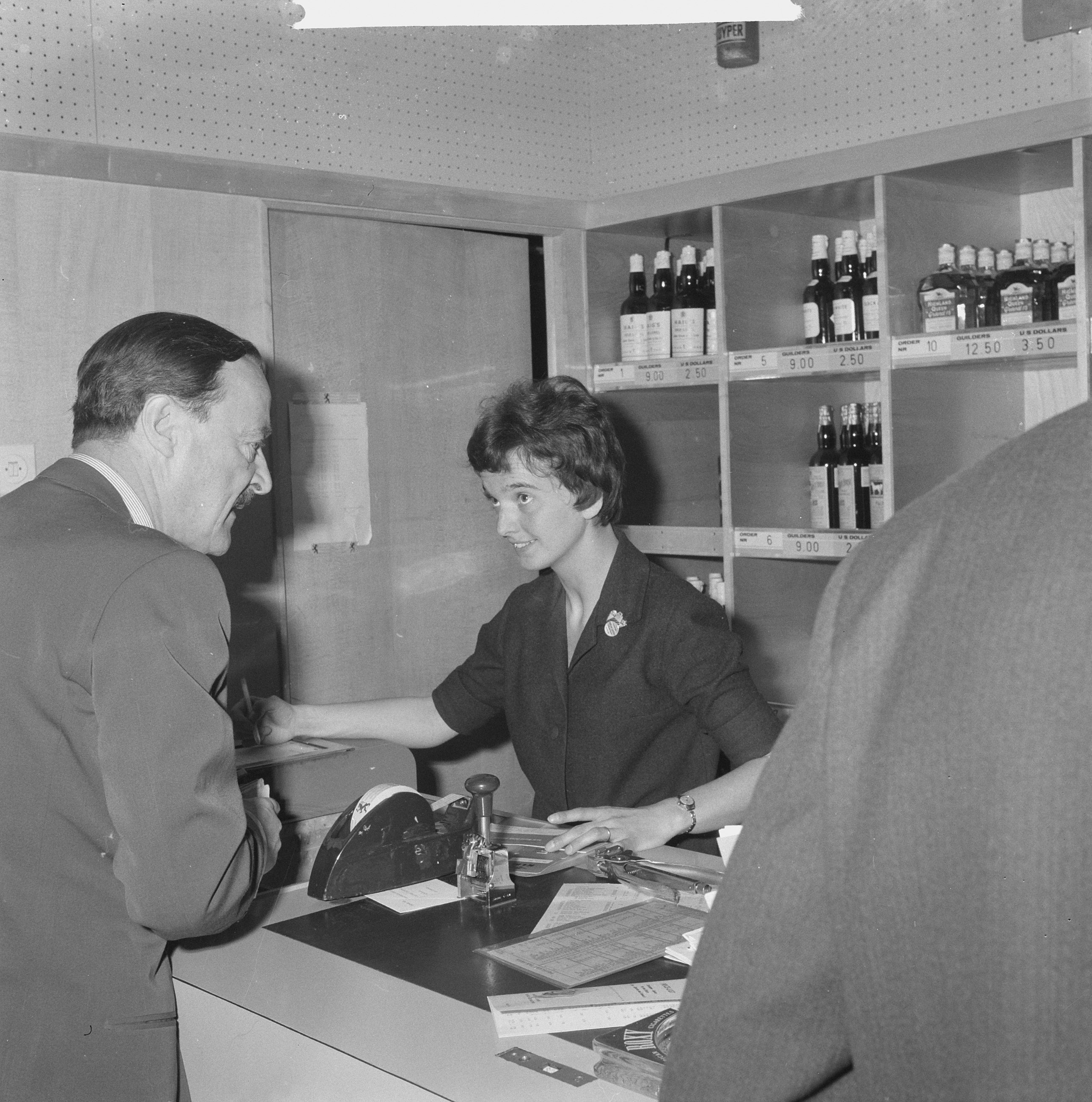
Prins Ashwin moest nog even pijptabak kopen

Smoesjes zijn sterk cultureel bepaald. Taboes, geheimen en verplichtingen zijn bij uitstek gelegenheden waar smoesjes ingezet worden. Bij de taboes behoren seks en voortplanting. Zo is de ooievaar aanvaardbaarder dan de bevalling en heeft die 'mama in haar been geprikt', wat verklaart waarom zij in bed ligt en er eventueel bloed te zien is. Bij het sinterklaasfeest speelt vooral verhulling een rol: de surprises moeten geheim blijven en kleine kinderen moeten geloven dat Sinterklaas hen bezoekt. Verhulling bij surpriseparty's zoals abrahamsfeesten kan in twee richtingen werken: de jarige job wordt vooraf met smoezen weggehouden en later naar het feest gelokt, anderzijds kan de jarige volhouden dat die niets van de voorbereidingen gemerkt heeft.
Bij de Nederlandse lintjesregen is de traditie dat de ontvanger zo lang mogelijk onwetend blijft en met een smoesje naar de ceremonie wordt gelokt om verrast te worden met de onderscheiding. De gemeente Woerden heeft een smoezenbedenker die de familie helpt bij de geheimhouding.
Bij realityprogramma's die van tevoren opgenomen worden hebben de deelnemers smoezen nodig als zij voor de opnames op reis moeten gaan; er worden contracten gesloten met strenge boeteclausules om lekken te voorkomen.
Slapstick is een genre waarin onschuldige smoesjes volkomen kunnen ontsporen, maar ook in andere vormen van komedie worden ze ingezet. In The Importance of Being Earnest hebben de hoofdpersonen een heel arsenaal aan smoezen om aan morele en sociale verplichtingen te ontsnappen. De smoezen stapelen zich hier op tot victoriaanse schijnheiligheid en een dubbelleven.

## Verzamelingen
Er zijn in de loop der tijd talrijke collecties en bundels met verzamelde smoezen aangelegd. Tegenwoordig staan dergelijke collecties ook in grote hoeveelheden op het internet. 
Zo'n publicatie kan een handleiding met een knipoog zijn of een verzameling anekdotes, of kan opgezet zijn om schadelijke drogredenen te bestrijden, zoals bij Smoezenboek : Honderd smoezen die tegen ambitieuze vrouwen worden gebruikt - met doeltreffende weerwoorden. Andere opsommingen zijn Het smoezenboek (Nico Scheepmaker); 1001 smoesjes; Het ultieme smoezenboek voor op het werk; Smoezenboek : De belevenissen van een verkeersregelaar, De mooiste dopingsmoezen op een rij en 21 Eetstoornis smoesjes. Het spel Kutsmoes! behandelt fabels rond de vrouwelijke geslachtsorganen. Het boekje Nog even achter mijn oortjes kriebelen past smoezen van peuters toe op een fictief konijn en maakt zo hun uitstelgedrag bij het slapengaan onschadelijk.